# Sabrina Olimjonova
Sabrina Olimjonova (engl. Transkription Sabrina Olimjanova; * 20. Juli 2006) ist eine usbekische Tennisspielerin.

## Karriere
Im Jahr 2023 spielte Olimjonova fünf Matches für die usbekische Billie-Jean-King-Cup-Mannschaft, wovon sie aber keines gewinnen konnte.